# Atatürk-Akademie für Lehrer
Die Atatürk-Akademie für Lehrer (Türkisch: Atatürk Öğretmen Akademisi) ist eine pädagogische Akademie in der Hauptstadt der Türkischen Republik Nordzypern, Nord-Nikosia.

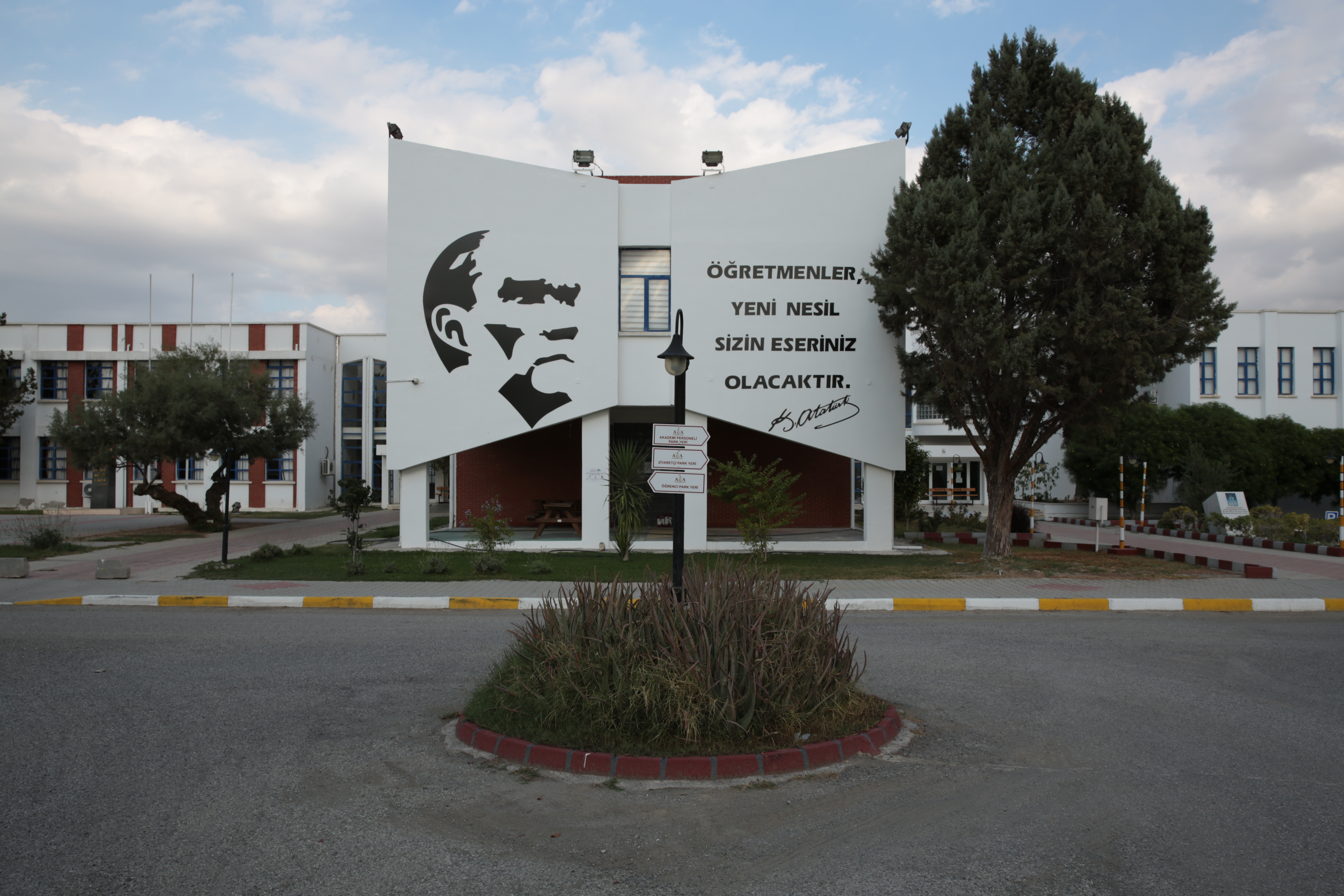
Atatürk-Akademie für Lehrer

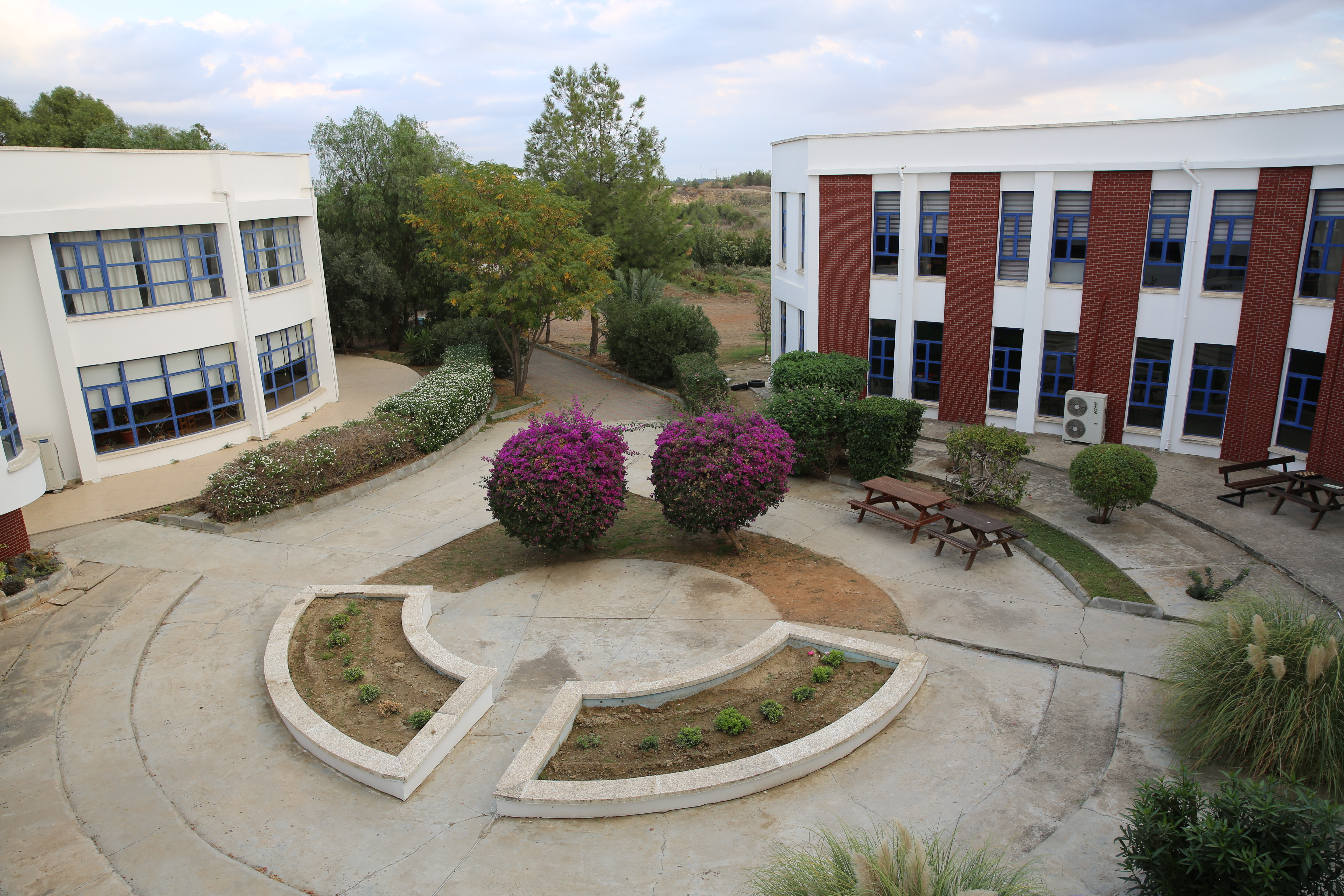
Atatürk-Akademie für Lehrer

In der Akademie werden Lehrer für die Vorschulstufe, Volksschulstufe und Hauptschulstufe ausgebildet. Die Ausbildung dauert vier Jahre.